# العلاقات بين بروناي والولايات المتحدة
يعود تاريخ العلاقات بين بروناي والولايات المتحدة إلى القرن التاسع عشر. في 6 أبريل 1845 زارت يو إس إس كونستيتيوشن بروناي. أبرمت الدولتان معاهدة السلام والصداقة والتجارة والملاحة في عام 1850، والتي لا تزال سارية حتى اليوم.

## البعثات الدبلوماسية

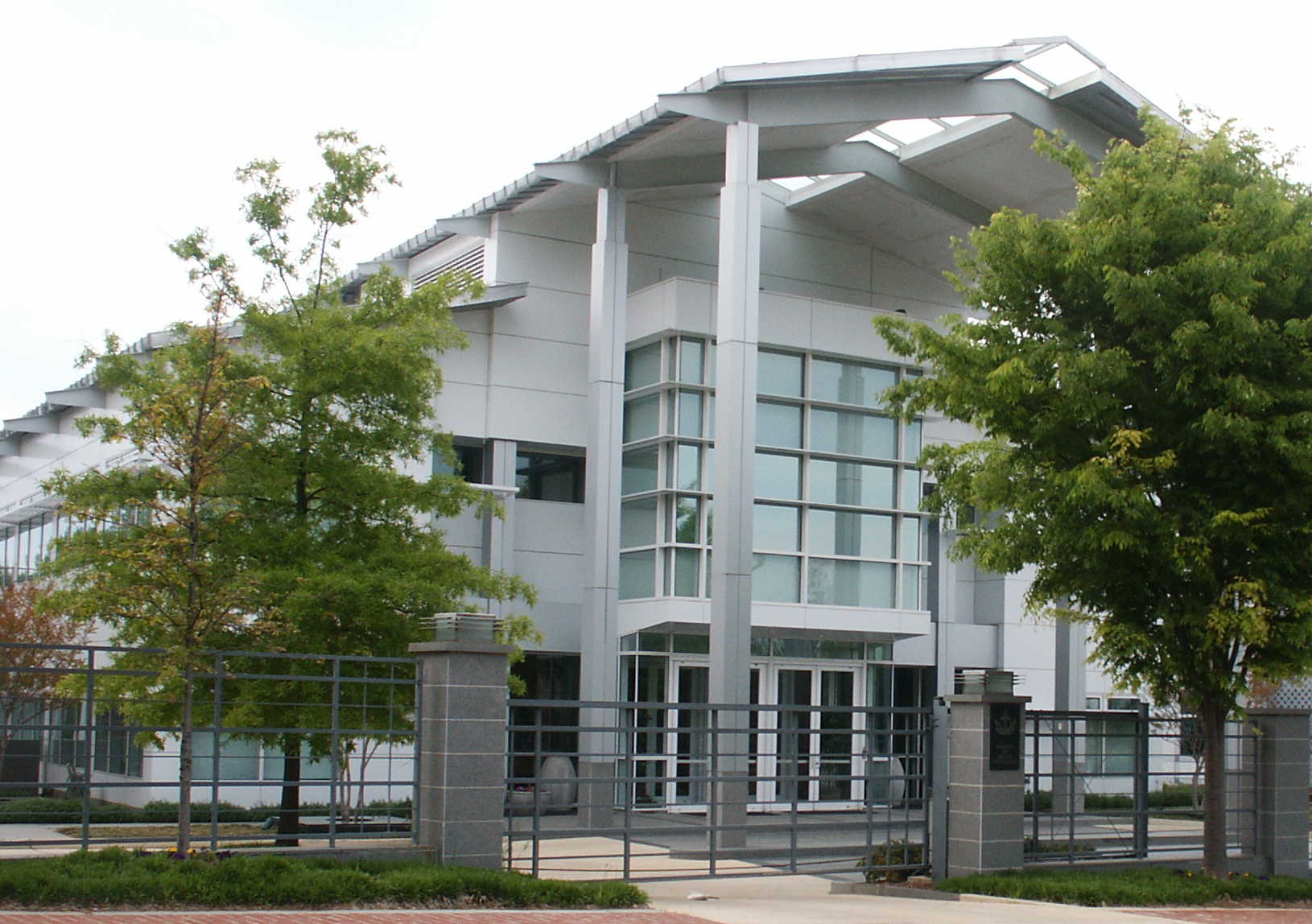
سفارة بروناي في واشنطن العاصمة

تقع سفارة الولايات المتحدة في بندر سري بكاوان.
تقع سفارة بروناي في واشنطن العاصمة.
سفير بروناي الحالي في الولايات المتحدة هو داتو سيربيني علي.